# Семёнов, Виталий Иванович (легкоатлет)
Вита́лий Ива́нович Семёнов (род. 1 апреля 1972) — советский легкоатлет, специалист по бегу на короткие дистанции. Мастер спорта Международного класса. Выступал за сборную СССР по лёгкой атлетике в начале 1990-х годов, чемпион Европы среди юниоров, обладатель серебряной медали юниорского чемпионата мира, призёр первенств всесоюзного значения. Представлял Москву и физкультурно-спортивное общество Профсоюзов.

## Биография
Виталий Семёнов родился 1 апреля 1972 года. Занимался лёгкой атлетикой в Москве, выступал за всесоюзное физкультурно-спортивное общество Профсоюзов.
Первого серьёзного успеха на всесоюзном уровне добился в сезоне 1990 года, на соревнованиях в Москве на дистанции 200 метров одержав победу с личным рекордом 20,91. Попав в состав советской сборной, выступил на юниорском мировом первенстве в Пловдиве, где дошёл до стадии полуфиналов в беге на 200 метров и вместе с соотечественниками Сергеем Иншаковым, Константином Громадским и Александром Горемыкиным выиграл серебряную медаль в эстафете 4 × 100 метров, установив при этом всесоюзный юниорский рекорд — 39,58.
В 1991 году на юниорском европейском первенстве в Салониках финишировал шестым в финале бега на 200 метров и завоевал золото в эстафете 4 × 100 метров (его партнёрами были Александр Порхомовский, Сергей Осович и Константин Громадский).
После распада Советского Союза Семёнов больше не показывал сколько-нибудь значимых результатов в лёгкой атлетике.